# Lower Lea Valley
 (mars 2013).
Lower Lea Valley est la région entourant la rivière Lea (ou Lee), qui longe la limite de Tower Hamlets, du Waltham Forest et du Newham dans la Tamise. Il fait partie de la zone de réaménagement de Thames Gateway et a été le lieu des Jeux olympiques d'été de 2012.